# Biomar Group
Biomar Group A/S er en international dansk producent af fiskefoder til fiskeopdræt. Virksomheden blev etableret i 1962, og den er ejet af Schouw & Co. Biomar Group har aktiviteter i 90 lande og foderproduktion i 12 lande. I 2023 havde Biomar Group ca. 1.900 ansatte og en årsomsætning på 17,9 mia. danske kroner.